# Словообразуване
Образуването на думи от представки, наставки и корени. Под словообразуване се разбира образуването на нови речникови думи, а не на форми на една дума, тоест не на граматични форми.